# Постерштайн
Постерштайн (нем. Posterstein) — община в Германии, в земле Тюрингия.
Входит в состав района Альтенбург. Подчиняется управлению Оберес Шпроттенталь. Население составляет 464 человека (на 31 декабря 2010 года). Занимает площадь 5,53 км².
Община подразделяется на 2 сельских округа.

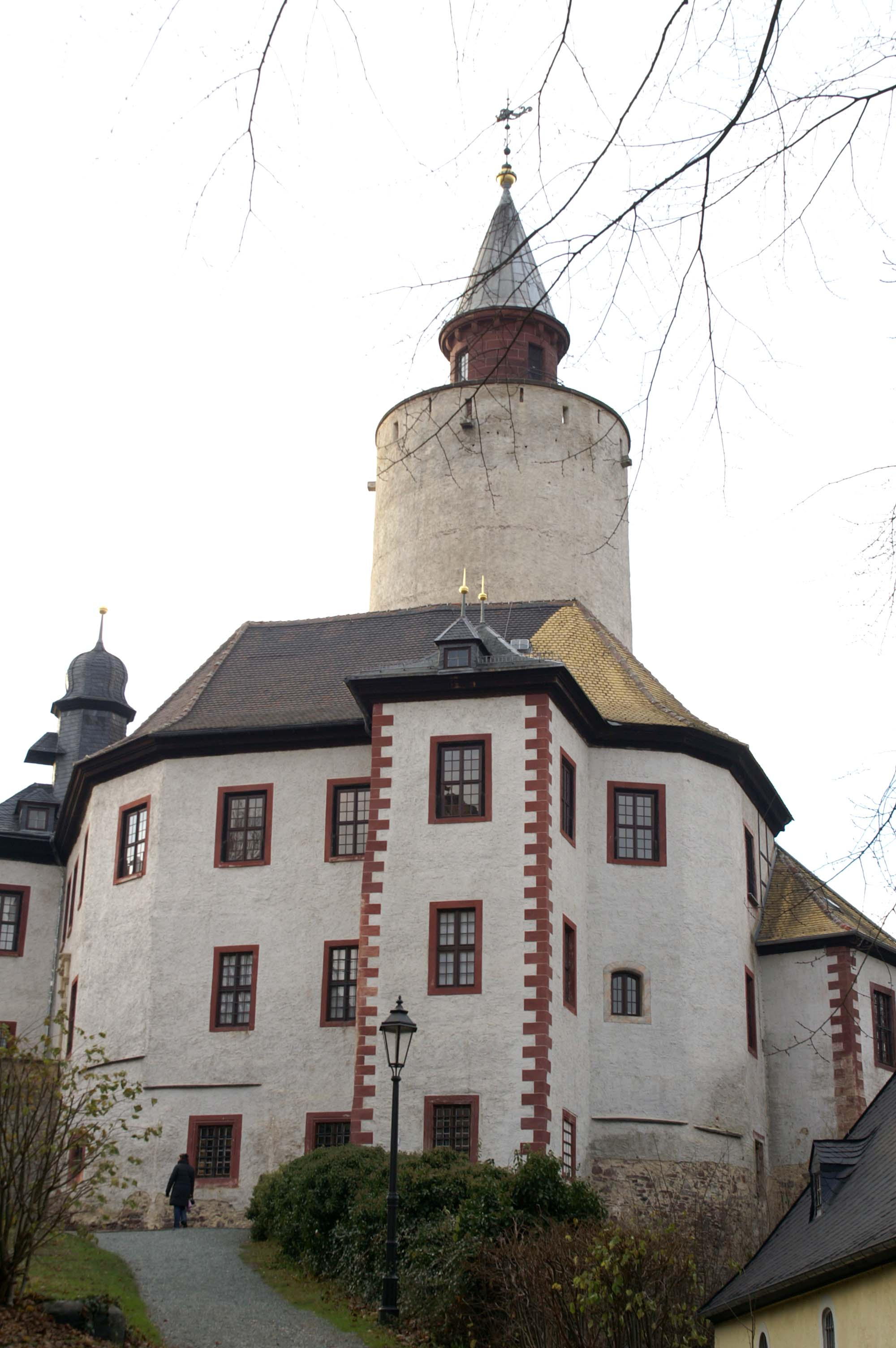
Крепость Постерштайн

## Население
| Год  | Численность | Численность |
| ---- | ----------- | ----------- |
| 2017 | 432         | [ 1 ]       |
| 2019 | 438         | [ 4 ]       |
| 2021 | 466         | [ 5 ]       |
| 2022 | 460         | [ 6 ]       |
| 2023 | 458         | [ 2 ]       |